# Wyszogrodzka (Płock)
Wyszogrodzka – osiedle Płocka zajmujące powierzchnię 2,5 km², zamieszkałe przez ok. 9 tys. osób. Głównymi ulicami są: Wyszogrodzka, Spółdzielcza, Południowa i Słoneczna. Na osiedlu dominuje zabudowa składająca się z domów jednorodzinnych oraz nielicznych bloków mieszkalnych.
Na osiedlu znajduje się kościół parafialny Miłosierdzia Bożego (początki parafii sięgają lat 80. XX w.), Szkoła Podstawowa nr 12 im. Miry Zimińskiej-Sygietyńskiej (zbudowana w 1964) oraz ogród jordanowski.

## Komunikacja
- ul. Wyszogrodzka – dojazd autobusami linii: 4, 19, 22, 33
- ul. Spółdzielcza – dojazd autobusami linii: 15
- ul. Południowa (dalej Słoneczna i Grabówka) – dojazd autobusami linii: 4, 15

## Ludność
| Rok     | 2000   | 2004  | 2005  |
| Ludność | 10 520 | 8 970 | 8 960 |